# Polgári Ellenállás
A Polgári Ellenállás nevezetű eseményt 2025. június 10-én tartották Budapesten a Kossuth-téren. A demonstráló rendezvényt Puzsér Róbert publicista hirdette meg, melynek egyik kiindulópontja az úgynevezett átláthatósági vagy ellehetetlenítési törvény elleni tiltakozás volt, amelyet később elhalasztottak, de a tüntetés ettől még megtartásra került. A demonstráció célja békés, de határozott fellépés volt a szabadság, a jogállam, a polgári és az európai értékrend mellett. A beszédek hangsúlyozták a félautoriter illiberális rendszer veszélyeit, a sajtó- és a gyülekezési szabadság védelmét, valamint a hatalommal való szembefordulás szükségességét.
A rendezvény a Szózat eléneklésével zárult. Ezt követően néhányan továbbvonultak a Margit hídhoz, de nem szerveződött tömegmegmozdulás és a forgalom zavartalan maradt. A rendezvény az ellenzéki mozgalom részét képezte és célja, hogy a 2026-os országgyűlési választásokig újabb eseményekre kerüljön sor.
A rendezvényen számos ismert közéleti szereplő lépett fel, köztük
- Puzsér Róbert: hangsúlyozta, hogy a „polgári ellenállás nem egy epizód lesz, hanem egy évad” az aktuális rendszerrel szemben; az illiberalizmust és feudalizmus restaurációját rótta fel.[7]
- Hadházy Ákos (független országgyűlési képviselő): hosszú távú ellenállásról beszélt, szükségesek lehetnek sztrájkok, útlezárások a gyülekezési törvénnyel együtt; a törvényszavazás őszre halasztása szerinte a hatalom félelmét mutatja.
- Sallai Dénes (Dé:Nash) rappert zeneszerzőként szólt hozzá, bírálta Matolcsy Ádámot és szólt a sajtószabadság fontosságáról.[8]
- Bogos Csaba (YouTuber, újságíró): Putyinhoz hasonlította az Orbán-rendszert, emlékeztetett a bicskei botrányra és a meg nem történt bocsánatkérésre.
- Illés Helga (fotóművész): felidézte a „tanult tehetetlenség” elhagyásának fontosságát és a félelem megfékezését.[9]
- Lányi András (író, filozófus): felszólította a közönséget az európai orientáció védelmére, és Orbán távozását követelte a Parlament épülete környékéről.[10]

Továbbá felszólalt még: Lampé Ágnes (műsorvezető), Dévényi István, Zentai Márk, Levitin Dávid (Dave), Magyar Dávid, Bizzer Mátyás, Csákányi Eszter, Varga Martin (Hiperventi), Lovasi András, Borsi Bálint, Stumpf András, Pankotai Lili, Csató Adorján, Pajor Tamás, Nagy Bandó András, Radics Peti, Ács Dániel.
Legemlékezetesebb idézetek
Puzsér Róbert: „Ideje, hogy a hal fogja ki a horgászt…”; „Ez a rendszer nem juthat el Minszkig”  .
Lányi András: „Ne legyünk az oroszok ötödik hadoszlopa…”; „Kedves arcfelismerő kollégák… mi is felismerjük az arcotokat”  .